# Helena Tekla Ossolińska
 (février 2025).
Si vous disposez d'ouvrages ou d'articles de référence ou si vous connaissez des sites web de qualité traitant du thème abordé ici, merci de compléter l'article en donnant les références utiles à sa vérifiabilité et en les liant à la section « Notes et références ».
La princesse Helena Tekla Lubomirska née Ossolińska († 1687) est une noble polonaise, épouse d'Aleksander Michał Lubomirski à partir de 1637.

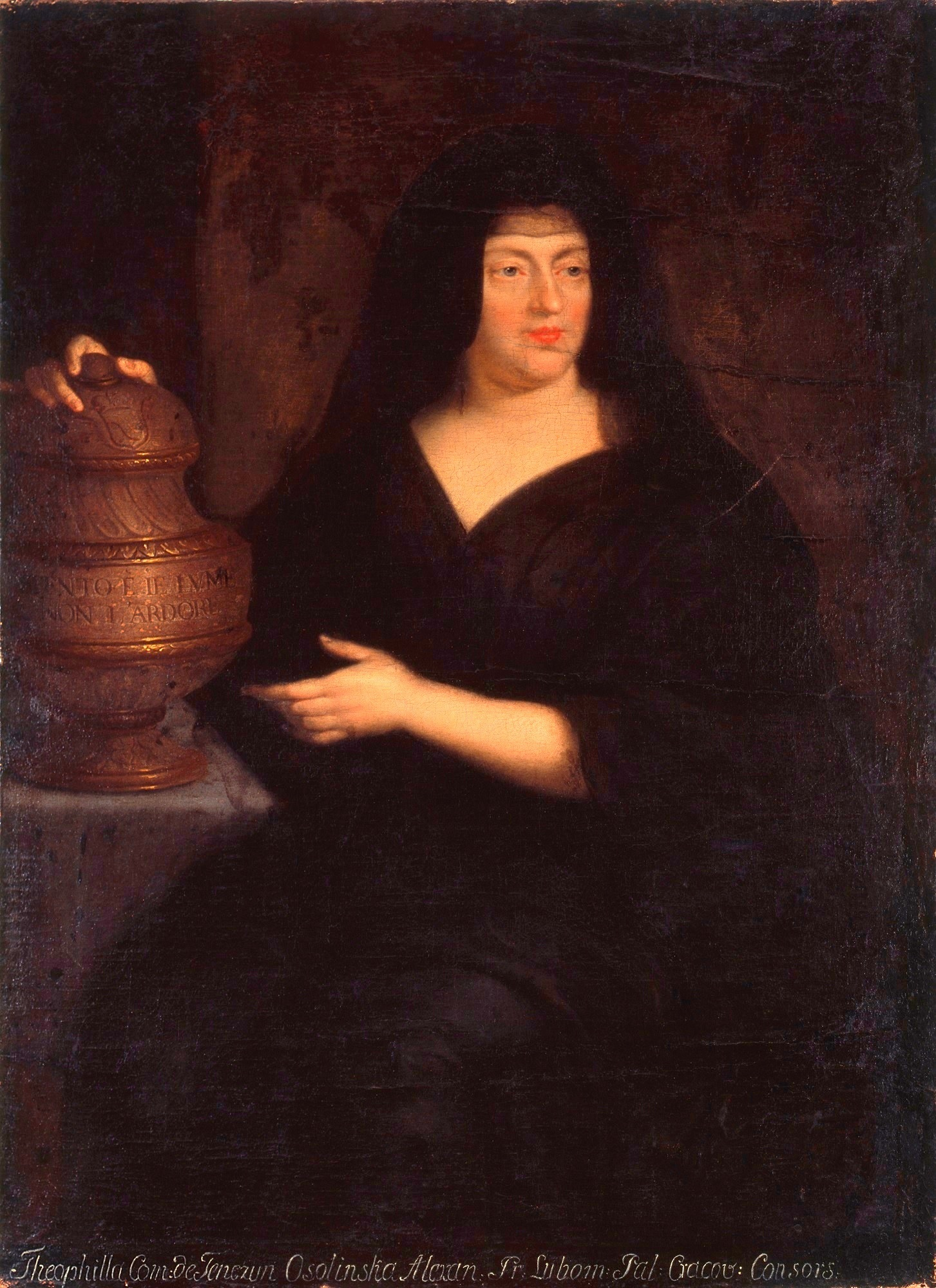
Helena Tekla Lubomirska en Pandore par Claude Callot (v. 1677)